# Anselm Pendo Lawani
Anselm Pendo Lawani (ur. 12 września 1970 w Igarra) – nigeryjski duchowny katolicki, biskup Ilorin od 2024.

## Życiorys

### Prezbiterat
Święcenia kapłańskie przyjął 15 sierpnia 2000 i został inkardynowany do diecezji Ilorin. Pracował głównie jako duszpasterz parafialny. W latach 2008–2022 był też diecezjalnym duszpasterzem powołań, a w 2022 został wybrany tymczasowym administratorem diecezji.

### Episkopat
8 grudnia 2023 papież Franciszek mianował go biskupem diecezji Ilorin. Sakry udzielił mu 2 lutego 2024 arcybiskup Gabriel Abegunrin.